# Heteropterys olivacea
Heteropterys olivacea är en tvåhjärtbladig växtart som först beskrevs av José Cuatrecasas, och fick sitt nu gällande namn av W.R. Anderson. Heteropterys olivacea ingår i släktet Heteropterys och familjen Malpighiaceae. Inga underarter finns listade i Catalogue of Life.